# Вильяльта, Альберто
Альбе́рто Вилья́льта А́вила (исп. Alberto Villalta Ávila; 19 ноября 1947, Сан-Сальвадор — 4 марта 2017, там же.) — сальвадорский футболист, выступавший на позиции полузащитника. Неоднократный чемпион Сальвадора, игрок сборной страны.

## Биография

### Клубная карьера
Выступал за столичные клубы «Альянса» и «Атлетико Марте». В составе «Альянсы» выигрывал золото национального чемпионата в сезонах 1965/66 и 1966/67, а в составе «Атлетико Марте» — в сезонах 1968/69 и 1970. В конце карьеры выступал за «ФАС» из города Санта-Ана.

### Карьера в сборной
В 1968 году участвовал в футбольном турнире летней Олимпиады в Мехико. Выходил на поле в двух матчах, против Венгрии (0:4) и Израиля (1:3); его команда не прошла групповой турнир. В матче с Израилем был на 67-й минуте удалён с поля.
В 1970 году был в составе сборной Сальвадора в финальном турнире чемпионата мира, также проходившем в Мехико. На турнире ни разу не вышел на поле. Принимал участие в товарищеских матчах в составе национальной команды, в том числе 21 апреля 1970 года против Перу и 30 апреля 1970 года против Румынии.

## Личная жизнь
Был женат, супруга — Марта Алисия. Двое детей — Зульма и Карлос, двое внуков.